# 왕의 길 (바르샤바)

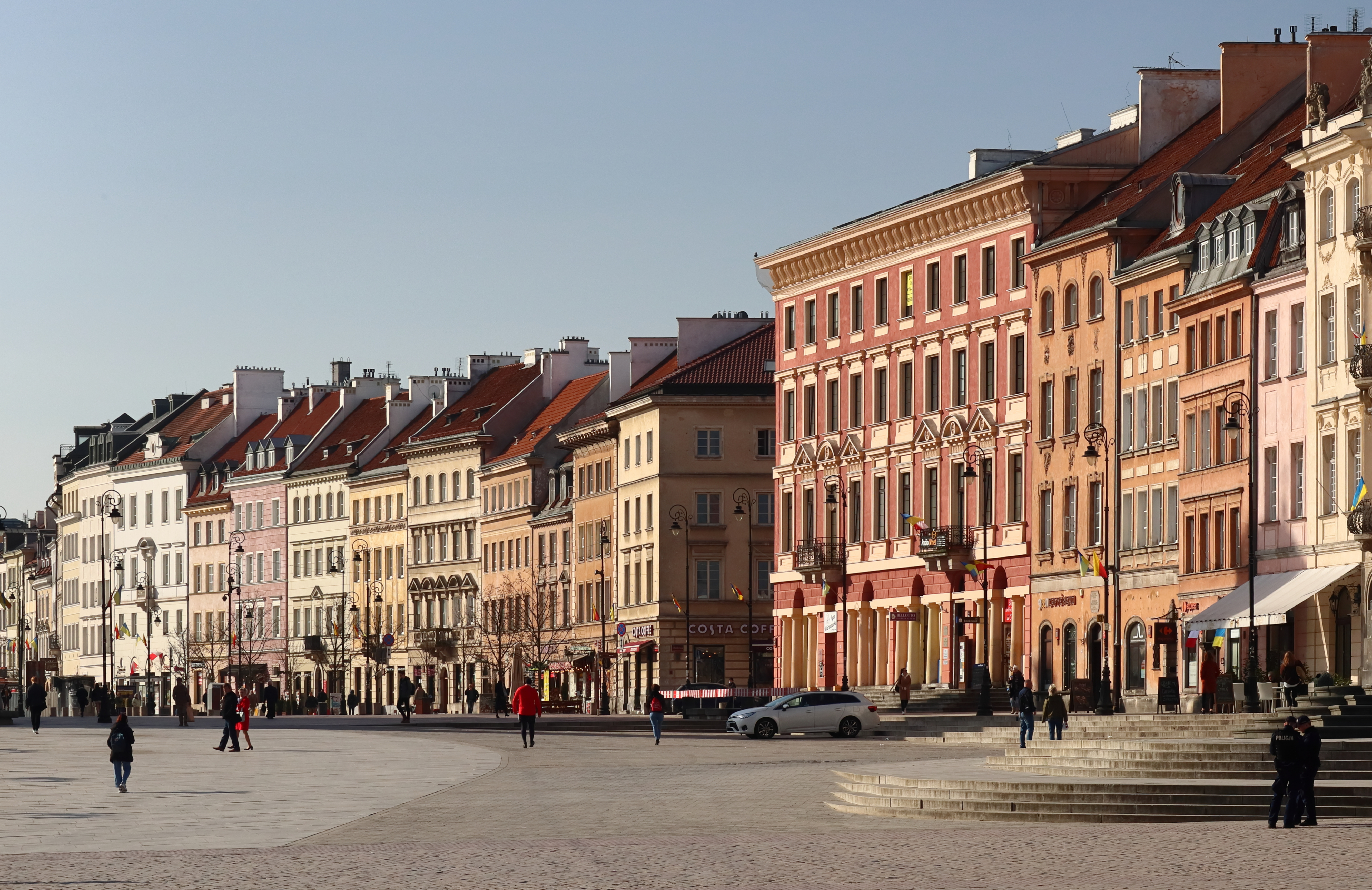
왕의 길

왕의 길(폴란드어: Trakt Królewski)은 폴란드 바르샤바의 거리다. 예전에는 구시가지에서 남쪽으로 이어지는 통신 경로를 의미했다. 요즘에는 역사적인 건물이 많이 늘어선 거리를 뜻한다.
이 길은 바르샤바 구시가지의 다른 구간과 함께 1994년 9월 16일에 폴란드의 공식 국가 역사 기념물 중 하나로 지정되었다.